# Jon Moxley
Jonathan David Good (* 7. Dezember 1985 in Cincinnati Ohio), bekannt unter seinen Ringnamen Jon Moxley und Dean Ambrose ist ein US-amerikanischer Wrestler. Er steht derzeit bei All Elite Wrestling (AEW) unter Vertrag und ist auch bei New Japan Pro-Wrestling aktiv. Als Dean Ambrose stand er acht Jahre in der WWE unter Vertrag, wo er unter anderem die WWE Championship gewann und die Vervollständigung des WWE Grand Slams erreichte. 2019 wechselte er zur damals neu gegründeten Promotion All Elite Wrestling, wo er zu den erfolgreichsten Wrestlern wurde und mit vier Regentschaften Rekordsieger der AEW World Championship ist. 2024 gewann er zudem die IWGP World Heavyweight Championship.

## Biografie

### Anfänge
Jonathan Good begann seine Wrestlingkarriere in der Heartland Wrestling Association (HWA), wo er unter dem Namen Jon Moxley im Juni 2004 sein Debüt feierte. Es folgten Verpflichtungen bei verschiedenen Independent Promotions. Im Jahr 2005 schloss sich Good mit Jimmy Turner zu dem Tag Team Necessary Roughness zusammen. Mit Turner gewann Good mit der HWA Tag Team Championship seinen ersten Titel. Nach dem Verlust des Titels trennte sich das Team. Später formte Good mit Ric Byrne die Heartland Foundation. Am 19. August 2005 besiegten Good und Byrne Foreign Intelligence und gewannen damit die HWA Tag Team Championship, mussten die Titel jedoch am selben Tag wieder abgeben.
Am 10. Mai 2006 konnte Good HWA Superstar Pepper Parks besiegen und wurde damit zum ersten Mal zum HWA Heavyweight Champion gekürt. Vier Monate später verlor er den Titel an Chad Collyer, konnte ihn aber am 30. Dezember 2006 ein weiteres Mal mit einem Sieg gegen Pepper Parks zurückerlangen. Schon drei Tage später musste Good den Titel an „Buffalo Bad Boy“ Brian Jennings abgeben.
Gemeinsam mit seinem ehemaligen Trainer Cody Hawk bildete Good erneut ein Tag Team. Im Juni 2007 hielten die beiden Wrestler für wenige Tage die HWA Tag Team Championship. Mitte 2007 geriet Goods Wrestlingkarriere vorübergehend ins Stocken, bis 2010 sollte er jedoch als Royal Violence gemeinsam mit King Vu zwei weitere Male die HWA Tag Team Championship halten. Während seiner Regentschaft als eine Hälfte der HWA Tag Team Champions gewann Good am 6. Januar 2010 ein drittes Mal die Heavyweight Championship, die er bis 14. Juli 2010 erfolgreich verteidigen konnte.

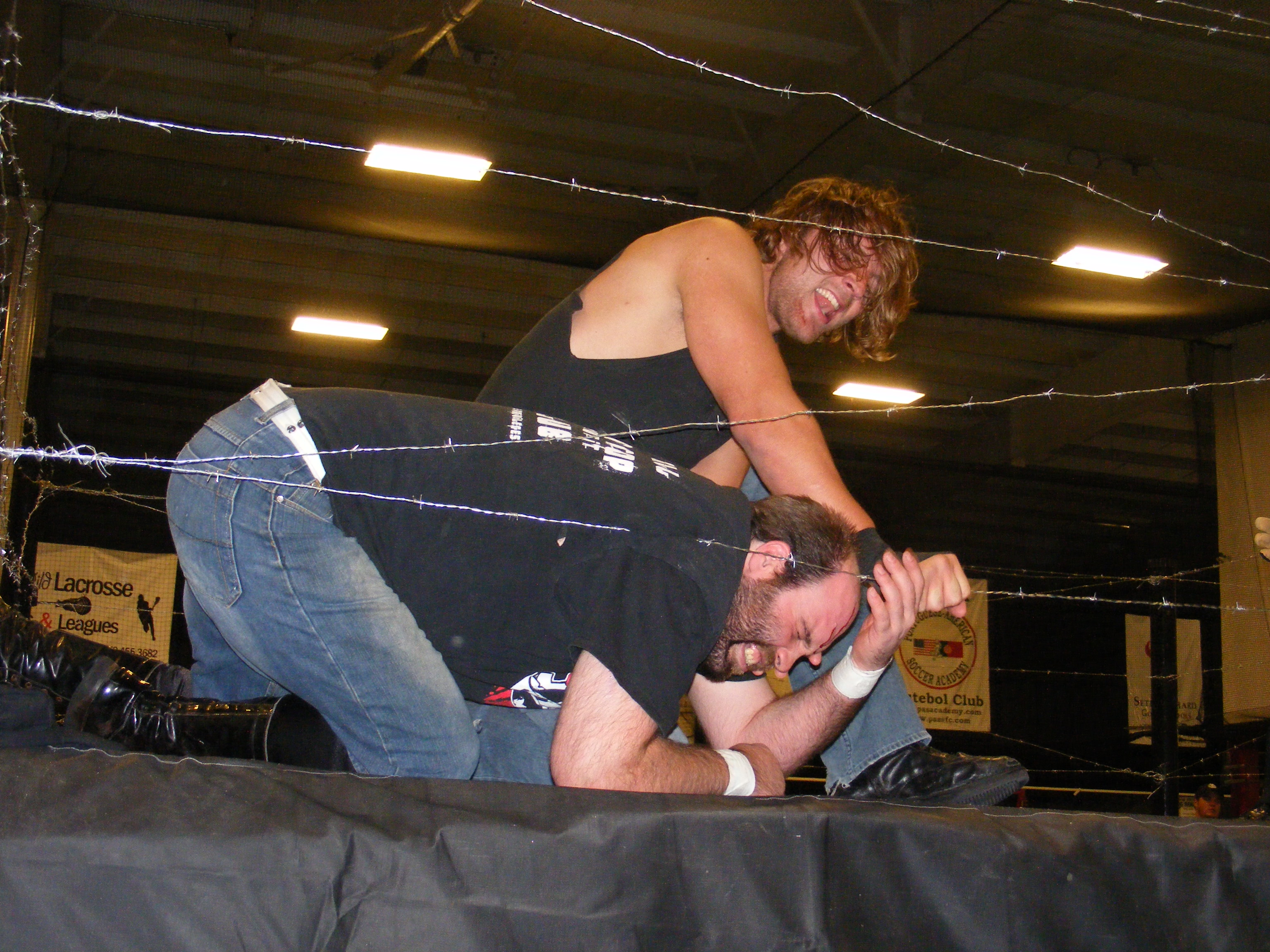
Moxley in einem Barbed-Wire-Death-Match im Oktober 2010

Bei der CZW 11th Anniversary Show am 13. Februar 2010 besiegte Good seinen Kontrahenten B-Boy und gewann damit die CZW World Heavyweight Championship. Am 7. August 2010 musste Good den Titel nach einer Niederlage in einem Ultraviolent Three Way Dance an Nick Gage abgeben. Bereits am 14. August 2010 konnte Good den Titel erneut erringen, indem er Nick Gage und Egotistico Fantastico in einem Three Way Dance besiegte. Bei CZW – TWELVE (12th Anniversary Show) am 12. Februar 2011 unterlag Good seinem Gegner „The Ego“ Robert Anthony und musste die CZW World Heavyweight Championship erneut abgeben.
Von Ende 2009 bis Anfang 2011 trat Good bei der Wrestling Promotion Dragon Gate USA in den Ring. Am 27. März 2010 feierte er sein Pay-per-view-Debüt mit einem Hardcore-Match gegen Tommy Dreamer, das Good gewann.
Bei Full Impact Pro gewann Good am 17. April 2010 bei einem Match gegen Roderick Strong die vakante FIP World Heavyweight Championship. Gemeinsam mit Hade Vansen errang Good die IWA World Tag Team Championship der International Wrestling Association. Mit seinem Tag-Team-Partner Sami Callihan gewann er die wXw World Tag Team Championship der deutschen Wrestling-Liga Westside Xtreme Wrestling. 2010 und 2011 trat Good bei Insanity Pro Wrestling in den Ring, wo er den IPW Grand Title, die IPW World Heavyweight Championship, und die IPW Mid-American Championship erringen konnte.
Anfang Mai 2010 debütierte Good bei Evolve Wrestling, wo er bei Evolve 3: Rise or Fall gegen Drake Younger verlor. Am 11. April 2011 trat Good ein letztes Mal für Evolve in den Ring und verlor sein Match gegen Austin Aries.

### World Wrestling Entertainment (2011–2019)
Anfang April 2011 wurde bestätigt, dass Good einen Entwicklungsvertrag mit der WWE abgeschlossen habe.  Im Juli desselben Jahres gab er unter dem Ringnamen Dean Ambrose sein Debüt in der WWE-Entwicklungsliga Florida Championship Wrestling. Durch Fehden mit Seth Rollins und William Regal erlangte Good schnell einen relativ hohen Bekanntheitsgrad.

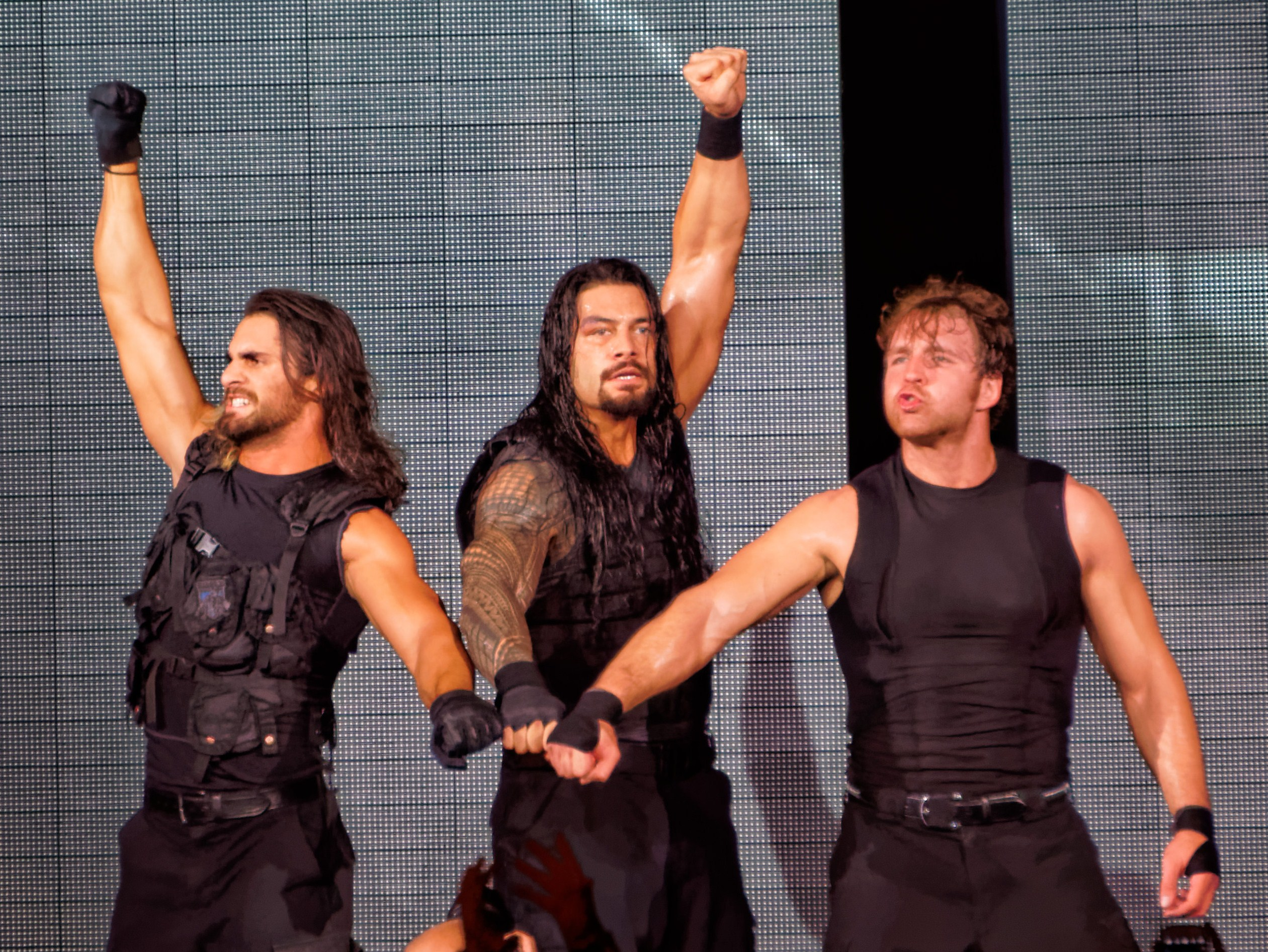
Seth Rollins, Roman Reigns und Moxley als The Shield im Jahr 2014

Am 18. November 2012 debütierte Good an der Seite von Seth Rollins und Roman Reigns als The Shield bei der Survivor Series, als das neu formierte Stable zugunsten von CM Punk in dessen WWE-Championship-Match gegen Ryback und John Cena eingriff. Daraufhin kam es bei TLC: Tables, Ladders & Chairs zu einem Six-Man-TLC-Match, in dem The Shield gegen Ryback und die amtierenden WWE Tag Team Champions Team Hell No (Daniel Bryan und Kane) als Sieger hervorging. In den folgenden Monaten bestritt das Stable weitere Six-Man-Tag-Team-Matches gegen John Cena, Ryback und Sheamus bei Elimination Chamber sowie gegen Sheamus, Randy Orton und Big Show bei WrestleMania 29, die jeweils gewonnen werden konnten. The Shield kämpfte nach eigenen Angaben gegen Ungerechtigkeit und attackierte regelmäßig renommierte Wrestler wie The Rock. Bei Extreme Rules am 19. Mai 2013 sicherte sich Good die WWE United States Championship, indem er Kofi Kingston besiegen durfte. In der Raw-Episode vom 5. Mai 2014 musste Good seinen Titel nach 351 Tagen Regentschaft an Sheamus abgeben, nachdem sich der Ire in einer 20 Man Battle Royal durchsetzen konnte.

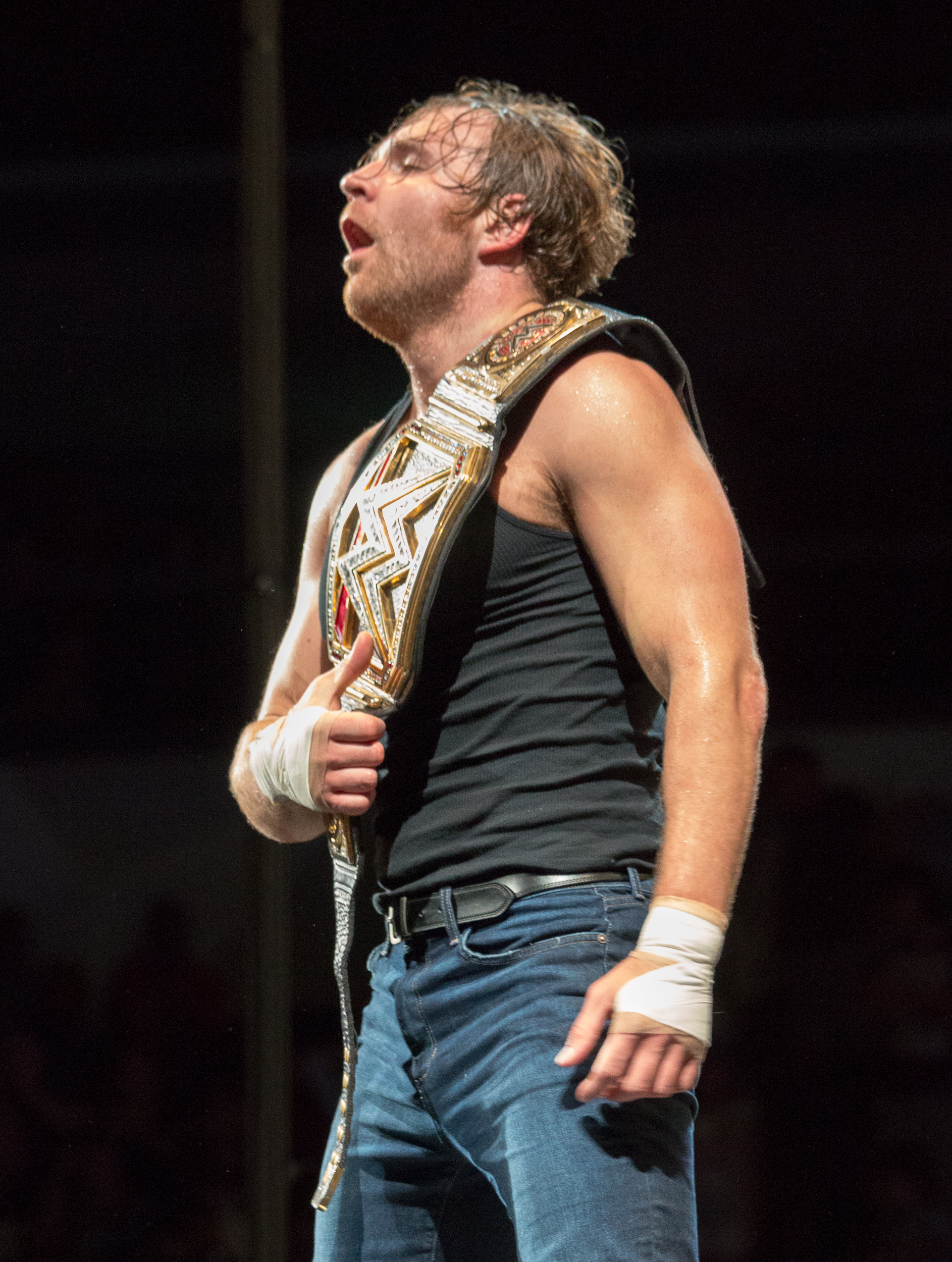
Moxley hielt den WWE World Championship einmal

Am 2. Juni 2014 trennte sich The Shield, nachdem Seth Rollins Good und Roman Reigns hinterrücks attackierte und sich der Authority anschloss. Good und Rollins bestritten anschließend eine Fehde. Bei TLC: Tables, Ladders & Chairs am 13. Dezember 2015 erhielt Good die WWE Intercontinental Championship von Kevin Owens. An diesen verlor er den Titel wieder am 15. Februar 2016 bei Raw. Am 20. Juni 2016 gewann Good bei Money in the Bank das Money-in-the-Bank-Leiter-Match gegen Chris Jericho, Alberto del Rio, Sami Zayn, Kevin Owens und Cesaro und erhielt so ein Match um die WWE World Heavyweight Championship. Noch am selben Abend löste er seinen Vertrag ein, um das Match um den Titel zu bekommen und bestritt dieses gegen Seth Rollins, welcher den Titel Minuten zuvor von Roman Reigns gewonnen hatte. Good siegte durch Pinfall und wurde somit zum ersten Mal in seiner Karriere WWE Champion. Bei Raw am 18. Juli 2016 wurde Good bei der erneuten Trennung der beiden Hauptshows Raw und SmackDown in zwei separate Kader („Brand Extension“) als erster Draft-Pick zu SmackDown geschickt und führte seitdem die „blaue Show“ als WWE World Champion an. Bei Backlash am 13. September 2016 verlor er den Titel an AJ Styles. Am 3. Januar 2017 bei SmackDown besiegte Good The Miz und gewann somit zum zweiten Mal die WWE Intercontinental Championship. Beim Superstar Shake-up am 10. April wechselte er mit dem Titel zu Raw. Am 4. Juni 2017 bei Extreme Rules verlor er seinen Titel an The Miz, der ebenfalls zu Raw gewechselt war. 
Beim SummerSlam am 20. August 2017 gewann Good zusammen mit seinem ehemaligen Shield-Mitstreiter Seth Rollins die WWE Raw Tag Team Championship in einem Match gegen The Bar (Sheamus und Cesaro). An diese verloren sie den Titel wieder am 6. November 2017 bei Raw. In einem Match der Raw-Ausgabe vom 22. Oktober 2018 gewannen Good und Seth Rollins die Raw Tag Team Championship von Dolph Ziggler und Drew McIntyre erneut. Nach dem Sieg attackierte Good Seth Rollins und das Team trennte sich. Seth Rollins verlor die Raw Tag-Team-Championship in der Raw-Ausgabe vom 5. November 2018 gegen die Authors of Pain (Akam & Rezar) in einem 2-on-1-Handicap-Match. Bei TLC: Tables, Ladders & Chairs am 16. Dezember 2018 durfte Good zum dritten Mal die WWE Intercontinental Championship gewinnen, indem er seinen Kontrahenten Seth Rollins besiegte. Diesen Titel verlor er bereits wenige Wochen danach in einem Triple-Threat-Match mit Seth Rollins und Bobby Lashley in der Raw-Sendung vom 14. Januar 2019 an Lashley. Good verließ nach Wrestlemania 35 im April 2019 die WWE. Er sagte, er wäre nicht zufrieden mit seinem Charakter Dean Ambrose und mag es nicht, vorgeschriebene Dialoge zu sprechen, weshalb er seinen Vertrag nicht verlängerte.

### All Elite Wrestling (seit 2019)

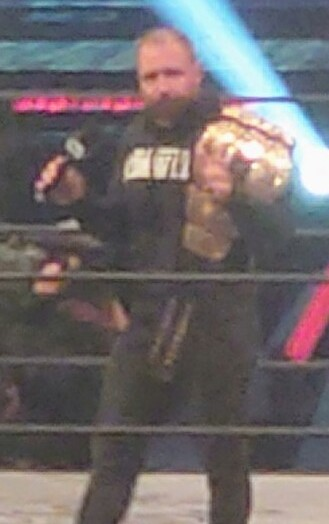
Zudem hielt Moxley viermal die AEW World Championship und ist insgesamt ein sechsfacher World-Champion

Anfang 2019 gründete sich die Promotion All Elite Wrestling, die dank dem finanzkräftigen Besitzer Tony Khan und bekannter Stars wie Chris Jericho oder Cody Rhodes schnell zur zweitgrößten Promotion in den USA nach der WWE wurde. Beim ersten AEW Pay-Per-View Double Or Nothing am 25. Mai 2019 gab Good sein AEW-Debüt, wieder unter seinem alten Ringnamen Jon Moxley, als er nach dem Main Event zwischen Chris Jericho und Kenny Omega auftauchte. Am 29. Februar 2020 bei Revolution gewann er die AEW World Championship von Titelträger Chris Jericho. Den Titel hielt er bis zum 2. Dezember 2020, als er ihn in der Dynamite-Sonderausgabe Winter Is Coming an Kenny Omega abgab.
Im Oktober 2021 begab sich Moxley aufgrund von Alkoholismus in Rehabilitation. Er bezeichnete seine Alkoholkrankheit später als „lebende Hölle“ („living hell“). Am 19. Januar 2022 gab er bei Dynamite sein Comeback und sprach in einer Promo über seine Suchtkrankheit. Kurz darauf machte Bryan Danielson Moxley den Vorschlag ein Tag Team zu bilden. Die beiden kannten sich aus der WWE. Moxley forderte, die beiden müssten zuerst gegeneinander antreten und es kam zu einem Match beim PPV Revolution am 6. März 2022, das Moxley gewann. Nach dem Match kämpften die beiden im Ring weiter und der ehemalige Wrestler und NXT General Manager William Regal gab sein AEW-Debüt. Er trat als einstiger Mentor von Moxley und Danielson auf und schlichtete den Konflikt der beiden. Sie bildeten daraufhin das Stable Blackpool Combat Club unter dem Management von Regal.

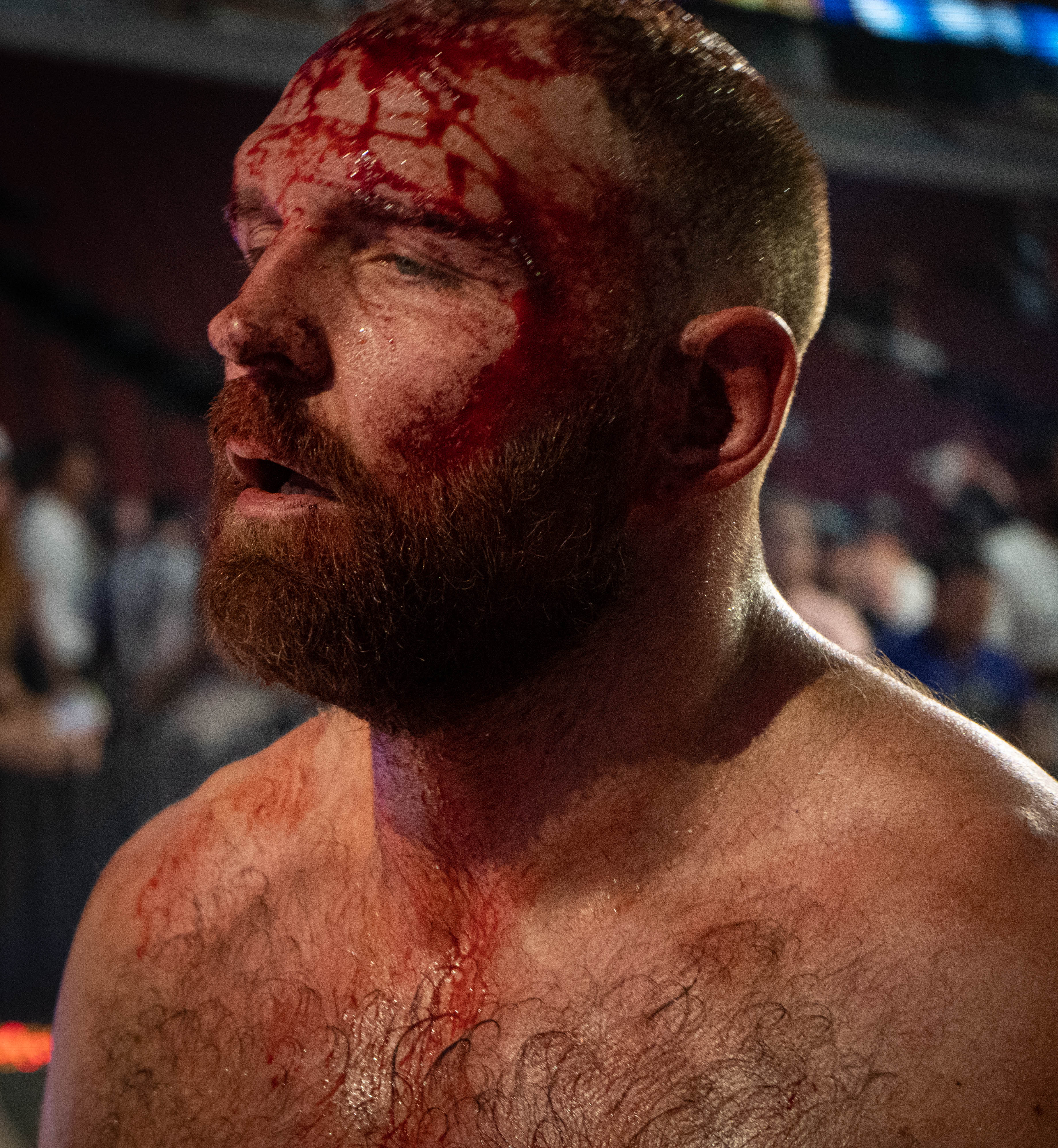
Moxley ist bekannt für häufiges Bluten bei Matches. Hier bei Forbidden Door 2022

Am 3. Juni 2022 musste der aktuelle World Champion CM Punk aufgrund einer Verletzung seinen Titel ruhend legen, blieb aber Champion. Es wurde eine Interim-Championship geschaffen, die Moxley bei AEW x NJPW: Forbidden Door am 26. Juni 2022 gewann. CM Punk kehrte am 10. August zurück, am 24. August bei AEW Dynamite kam zum Match zwischen ihm und Jon Moxley, wo beide Titel vereinigt wurden. Moxley besiegte Punk in nur drei Minuten, nachdem er den laut Storyline immer noch angeschlagenen Fuß von Punk bearbeitete. Er wurde somit zum ersten Wrestler, der die AEW World Championship zwei Mal gewinnen konnte. Kurz darauf verlor er bei All Out am 4. September 2022 den Titel beim Rückkampf wieder an CM Punk. Im Anschluss an All Out kam es zu einem Eklat um CM Punk, dem daraufhin der Titel aberkannt wurde. In einem Turnier um den vakanten Titel gewann Moxley im Finale am 21. September gegen seinen Blackpool Combat Club Kollegen Bryan Danielson und wurde zum dritten Mal AEW World Champion. Im Anschluss begann er eine Fehde mit MJF, der einen Anspruch auf ein Titelmatch hatte. In die Fehde wurde auch William Regal eingebunden, er und MJF kannten sich von einem Casting bei der WWE, wo MJF abgewiesen wurde. Am 19. November 2022 verlor Moxley seinen Titel bei Full Gear an MJF, Moxley wurde dabei von Regal hintergangen, der MJF mit einem Schlagring zu Hilfe kam.
Regal wurde kurz darauf selbst von MJF hintergangen und verließ AEW, der Blackpool Combat Club bestand jedoch weiterhin.
Im Anschluss fehdete er gegen Adam Page. Als Grundlage der Fehde diente eine (reale) Verletzung von Page, die er sich bei Dynamite am 19. Oktober 2022 in einem Match gegen Moxley zuzog. Nach einer Clothesline von Moxley fiel Page mit dem Gesicht voran auf die Matte und blieb regungslos liegen. Page wurde mit einer Trage aus der Halle getragen und ins Krankenhaus gebracht, wo eine Gehirnerschütterung diagnostiziert wurde. Am 1. Dezember 2022 bei Dynamite kehrte Page aus seiner Verletzungspause zurück und attackierte Moxley. Das führte zu einem Texas Deathmatch bei Revolution am 5. März 2023, das Moxley verlor. Moxley und der Blackpool Combat Club turnten anschließend Heel.

### New Japan Pro Wrestling (seit 2019)
New Japan Pro-Wrestling (NJPW) bestätigte offiziell, dass Good am 5. Juni 2019 in Tokyo bei Best Of The Super Juniors XXVI im Finale debütieren werde. Er trat damit gleichzeitig bei AEW und NJPW an. Im Finale der Show gewann Good als Jon Moxley seinen ersten IWGP United States Heavyweight Championship von Juice Robinson. Am 13. Oktober 2019 wurde der Titel für vakant erklärt, da Good aufgrund des Taifuns Hagibis, welcher am Wochenende vor dem geplanten Rückmatch bei King of Pro-Wrestling über Tokio wütete, nicht anreisen konnte. Bei Wrestle Kingdom 14 am 4. Januar 2020 traf Good in einem Texas Deathmatch auf Lance Archer, in dem er zum zweiten Mal IWGP United States Champion wurde.
Am 12. April 2024 besiegte er Tetsuya Naito bei NJPW Windy City Riot und wurde so erstmals IWGP World Heavyweight Champion. Er verteidigte den Titel vier Mal und verlor ihn am 30. Juni 2024 bei AEW × NJPW: Forbidden Door an Tetsuya Naito.

### Außerhalb des Wrestlings
Good machte sein Videospiel-Debüt in WWE 2K14 und ist seitdem als spielbare Figur in allen Spielen bis WWE 2K19 erschienen. Sein Film-Debüt gab er in dem Actionfilm 12 Rounds 3: Lockdown im Jahr 2015, in der Rolle des Detective John Shaw.
Seit dem 9. April 2017 ist er mit der ehemaligen WWE-Ringkommentatorin und -interviewerin Renee Paquette verheiratet. Im Juni 2021 wurden sie Eltern einer Tochter mit dem Namen Nora Murphy.

## Filmografie
- 2015: 12 Rounds 3: Lockdown
- 2020: Cagefighter: Worlds Collide

## Bibliografie
- Jon Moxley: MOX. Permuted Press, Brentwood 2021. ISBN  978-1637580387

## Titel und Auszeichnungen

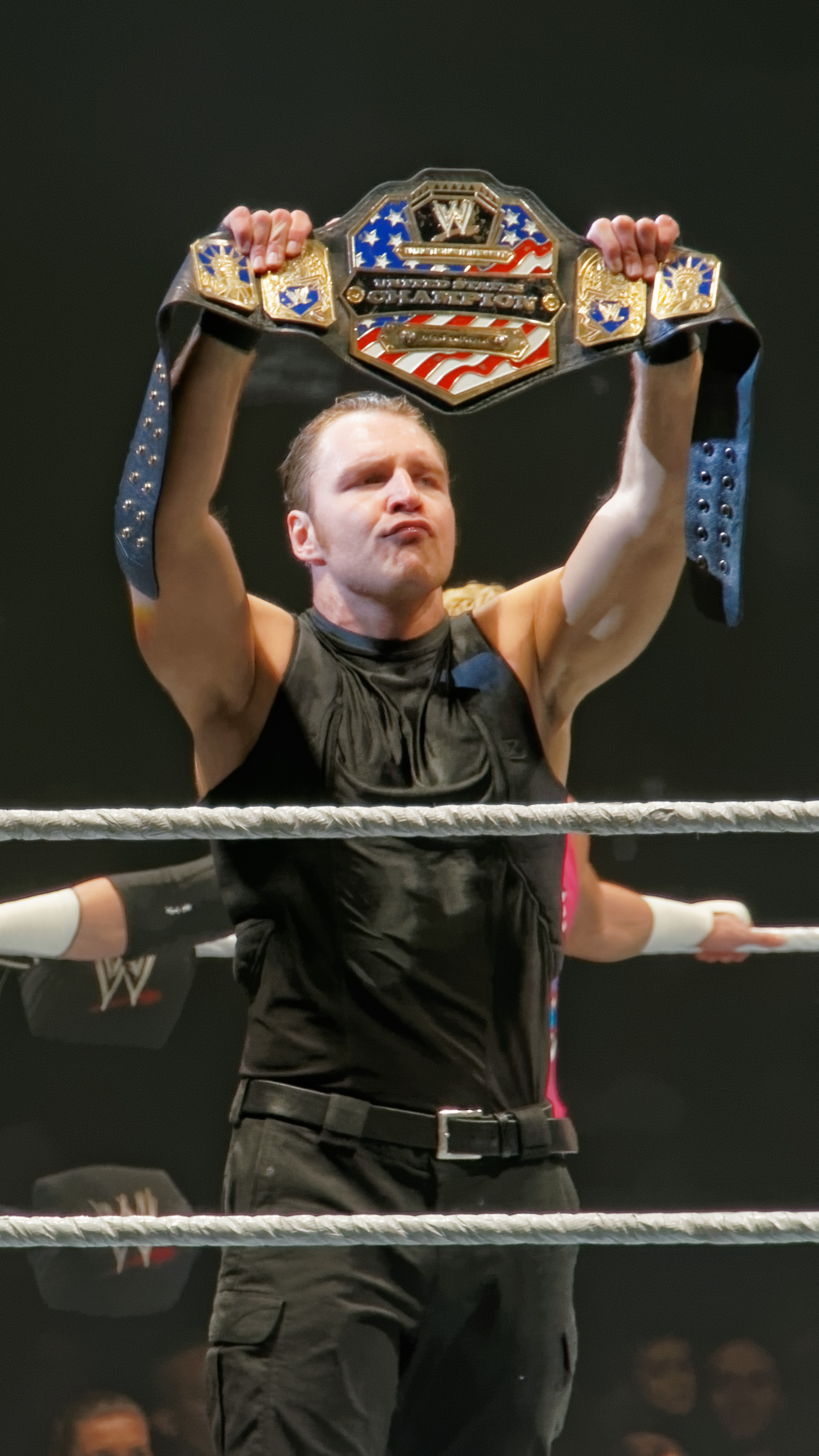
Moxley hielt einmal den WWE United States Championship

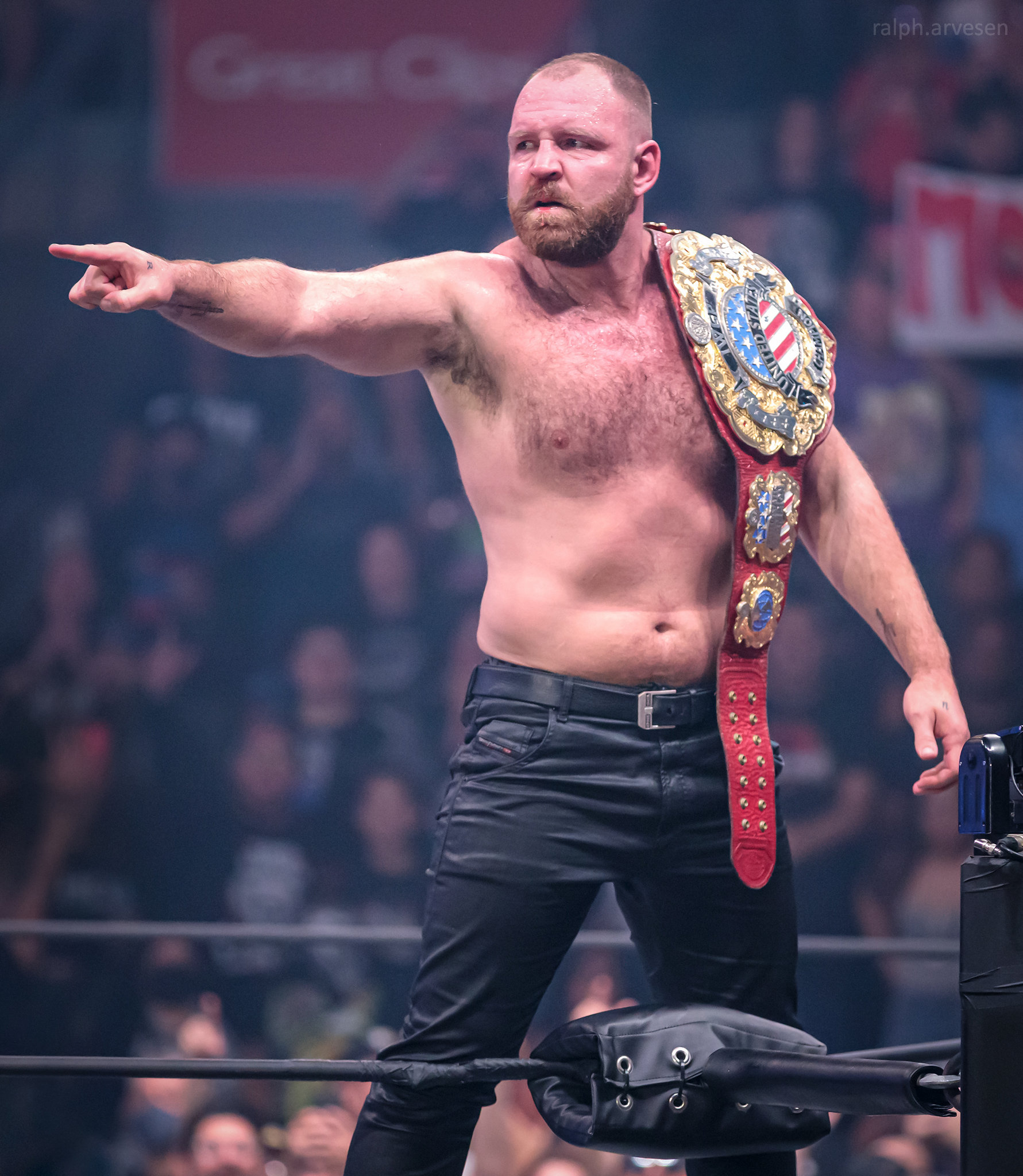
Zudem hielt Moxley zweimal die IWGP United States Championship, was ihn zum dreifachen US-Champion macht

### Titel
- All Elite Wrestling
  - 4× AEW World Champion
  - 1× AEW International Champion

- Combat Zone Wrestling
  - 2× CZW World Heavyweight Champion

- Full Impact Pro
  - 1× FIP World Heavyweight Champion

- Game Changer Wrestling
  - 1× GCW World Heavyweight Champion

- Heartland Wrestling Association
  - 3× HWA Heavyweight Champion
  - 5× HWA Tag Team Champion jeweils 1× mit Jimmy Turner, Ric Byrne und Cody Hawk und 2× mit King Vu

- Insanity Pro Wrestling 
  - 2× IPW World Heavyweight Champion
  - 1× IPW Mid-American Champion

- International Wrestling Association 
  - 1× IWA World Tag Team Champion mit Hade Vansen

- Mad-Pro Wrestling
  - 1× MPW Heavyweight Champion
  - 1× MPW Tag Team Champion mit Dustin Rayz

- New Japan Pro-Wrestling
  - 1× IWGP World Heavyweight Champion
  - 2× IWGP United States Champion

- Westside Xtreme Wrestling
  - 1× wXw World Tag Team Champion mit Sami Callihan

- World Wrestling Entertainment
  - 1× WWE World Champion
  - 3× WWE Intercontinental Champion
  - 1× WWE United States Champion
  - 2× WWE Raw Tag Team Champion mit Seth Rollins

### Auszeichnungen
- Heartland Wrestling Association
  - 2009: Drake Younger Invitational Tournament Sieger

- Pro Wrestling Illustrated
  - 2020: Platz 1 der Top 500 Wrestler im PWI 500

- World Wrestling Entertainment
  - 2016: Money in the Bank Sieger